# Сен-Мишель-Шеф-Шеф
Сен-Мишель-Шеф-Шеф (фр. Saint-Michel-Chef-Chef) — коммуна на западе Франции, находится в регионе Пеи-де-ла-Луар, департамент Атлантическая Луара, округ Сен-Назер, кантон Порник. Расположена в 51 км к западу от Нанта на побережье Бискайского залива.
Население (2017) — 4 993 человека.

## Достопримечательности
- Церковь Святого Михаила конца XIX века в стиле неоренессанс
- Часовня Святой Анны
- Шато Ла-Коссоньер
- Развалины шато Тарон

## Экономика
Структура занятости населения:
- сельское хозяйство — 0,1 %
- промышленность — 21,4 %
- строительство — 15,7 %
- торговля, транспорт и сфера услуг — 39,7 %
- государственные и муниципальные службы — 23,0 %

Уровень безработицы (2017 год) — 9,6 % (Франция в целом — 13,4 %, департамент Атлантическая Луара — 11,6 %). 

Среднегодовой доход на 1 человека, евро (2017 год) — 22 210 (Франция в целом — 21 110, департамент Атлантическая Луара — 21 910).

## Демография
Динамика численности населения, чел.

## Администрация
Пост мэра  Сен-Мишель-Шеф-Шеф 2020 года занимает Элоиза Бурро-Гобен (Eloïse Bourreau-Gobin). На муниципальных выборах 2020 года возглавяемый ею центристский список победил в 1-м туре, получив  50,51 % и опередив на 21 голос другой центристский список действовавшего мэра Ирен Жоффруа.
| Период | Период | Фамилия            | Партия                                  | Примечания                                                |
| ------ | ------ | ------------------ | --------------------------------------- | --------------------------------------------------------- |
| 1971   | 1983   | Паскаль Казавьель  |                                         | врач                                                      |
| 1983   | 1995   | Мишель Ферре       |                                         | винодел                                                   |
| 1995   | 2008   | Патрик Жирар       | Союз за народное движение               | директор колледжа, член Генерального совета департамента, |
| 2008   | 2014   | Ален Гийон         | разные правые, Демократическое движение | государственный служащий                                  |
| 2014   | 2020   | Ирен Жоффруа       | Разные правые                           | пенсионерка, бывший государственный служащий              |
| 2020   |        | Элоиза Бурро-Гобен | Разные центристы                        | работник банка                                            |

## Галерея

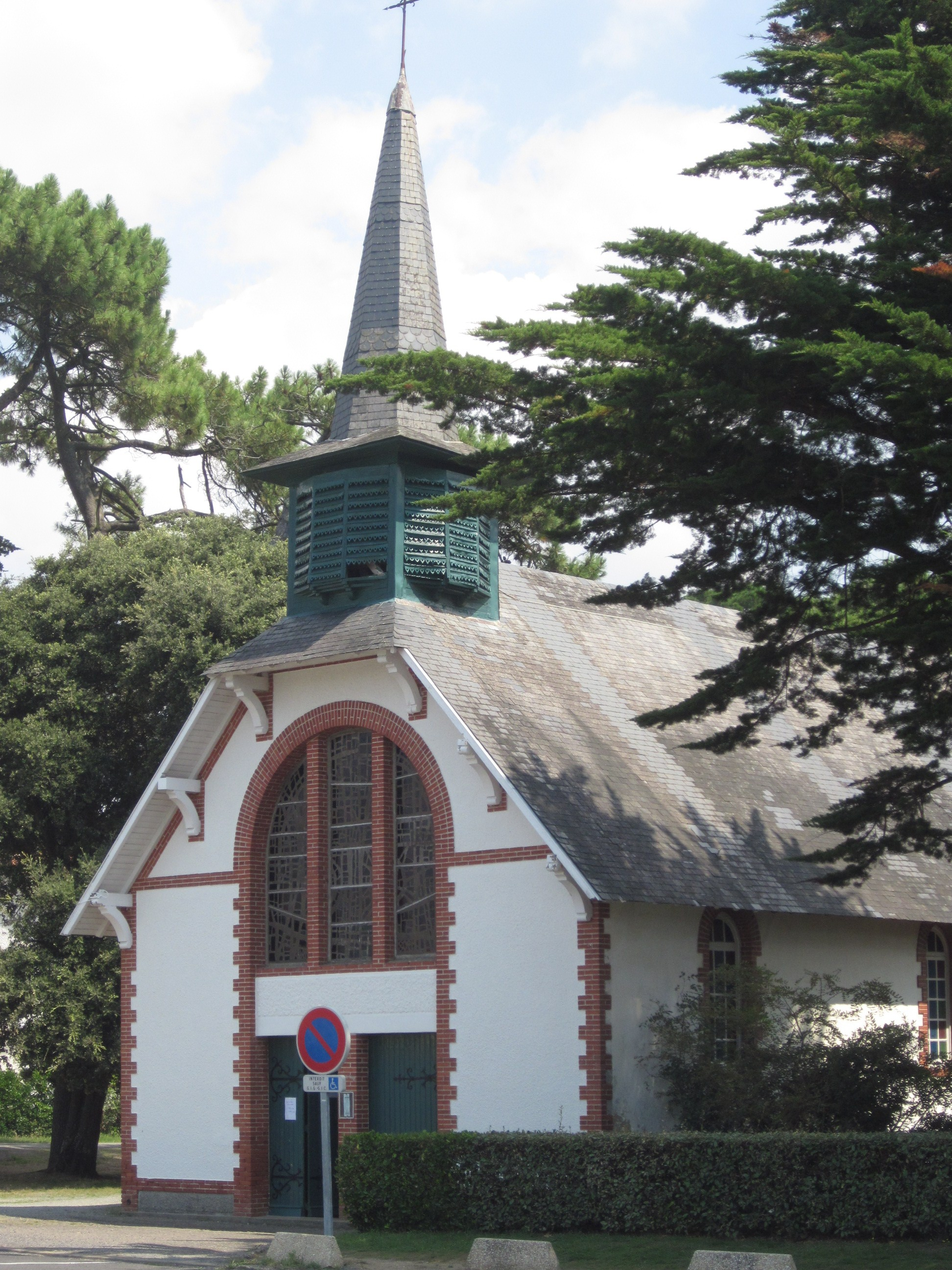
Часовня Святой Анны
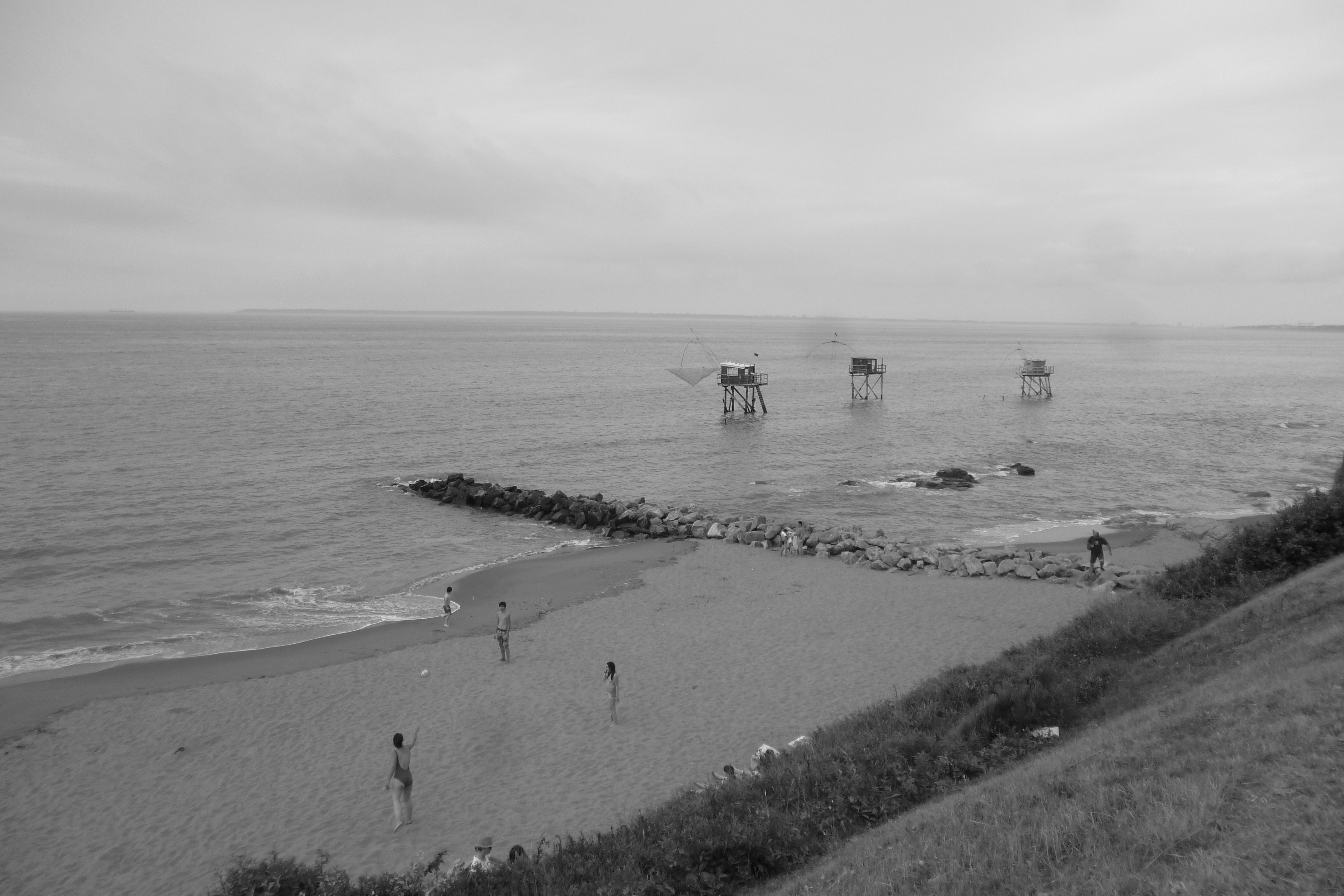
Пляж в поселке Тарон-Плаж